# Римаско
Римаско (італ. Rimasco, п'єм. Rimasch) — муніципалітет в Італії, у регіоні П'ємонт, провінція Верчеллі.
Римаско розташоване на відстані близько 570 км на північний захід від Рима, 95 км на північ від Турина, 70 км на північний захід від Верчеллі.
Населення — 111 осіб (2014).
Щорічний фестиваль відбувається 25 липня. Покровитель — San Giacomo.

## Демографія
Населення за роками:

Станом на 31 грудня 2010 року в муніципалітеті офіційно проживали 2 іноземці з 2 країн, серед них 1 громадянин країн Євросоюзу.

## Сусідні муніципалітети
- Боччолето
- Каркофоро
- Фобелло
- Рима-Сан-Джузеппе
- Росса